# Akita

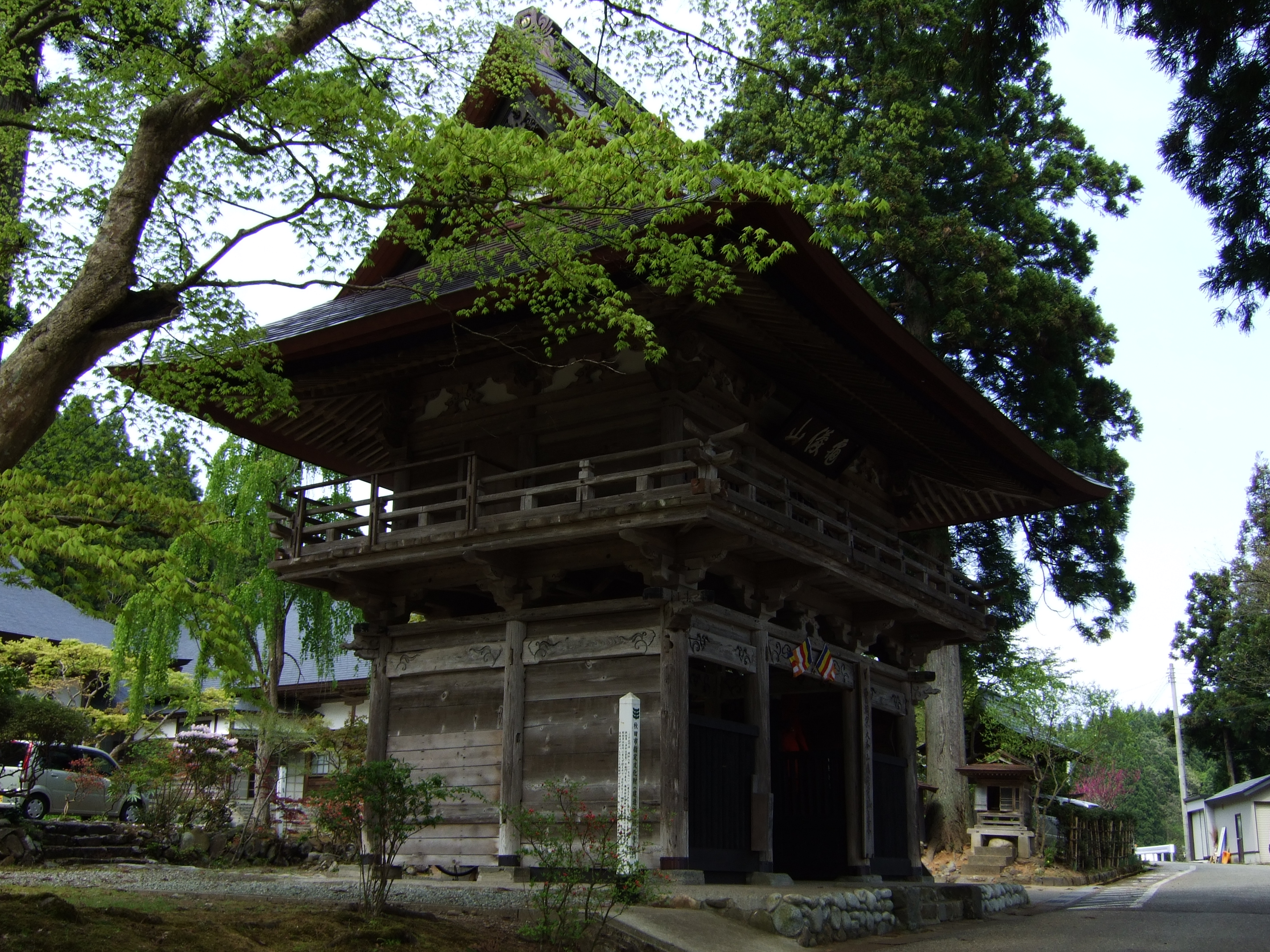
Templul Hodaji

Akita (秋田市 Akita-shi?) este un municipiu din Japonia, centrul administrativ al prefecturii Akita.